# Lliga Asobal 2002-2003
La Lliga Asobal 2002-03 fou la tretzena edició de la competició. Se celebrà des del 14 de setembre de 2002 fins al maig de 2003 i fou organitzada per l'Associació de Clubs d'Handbol (Asobal). Hi competiren setze equips, cinc de l'àmbit catalanoparlant, el FC Barcelona, el KH-7 BM Granollers, el BM Altea, el BM València i el BM Torrevella. Es disputà en format de lliga regular a doble volta, amb un total de trenta jornades.
Es proclamà campió el FC Barcelona, que aconseguí el seu setzè títol de lliga.

## Clubs participants
- Caja España Ademar León
- BM Alcobendas
- BM Altea
- Barakaldo UPV
- FC Barcelona
- CD Bidasoa
- BM Cangas
- CB Cantabria
- BM Ciudad Real
- CBM Gáldar
- KH-7 BM Granollers
- Portland San Antonio
- Teucro Caixanova
- BM Torrevella
- BM València Airtel
- BM Valladolid

## Classificació final
| Pos | Equip                   | PJ | PG | PE | PP | GF  | GC  | DG   | Pts | Classificació o descens                        |
| --- | ----------------------- | -- | -- | -- | -- | --- | --- | ---- | --- | ---------------------------------------------- |
| 1   | FC Barcelona            | 30 | 26 | 2  | 2  | 960 | 745 | +215 | 54  | Classificats per la Lliga de Campions de l'EHF |
| 2   | BM Ciudad Real          | 30 | 25 | 0  | 5  | 896 | 694 | +202 | 50  | Classificats per la Lliga de Campions de l'EHF |
| 3   | Caja España Ademar León | 30 | 23 | 3  | 4  | 895 | 750 | +145 | 49  | Classificats per la Lliga de Campions de l'EHF |
| 4   | Portland San Antonio    | 30 | 22 | 3  | 5  | 868 | 762 | +106 | 47  | Classificats per la Recopa d'Europa            |
| 5   | BM Valladolid           | 30 | 16 | 5  | 9  | 888 | 815 | +73  | 37  | Classificats per la Recopa d'Europa            |
| 6   | BM Altea                | 30 | 14 | 4  | 12 | 775 | 761 | +14  | 32  | Classificats per la Copa EHF                   |
| 7   | CB Cantàbria            | 30 | 13 | 4  | 13 | 759 | 750 | +9   | 30  | Classificats per la Copa EHF                   |
| 8   | BM València Airtel      | 30 | 15 | 0  | 15 | 792 | 841 | −49  | 30  | Classificats per la Copa EHF                   |
| 9   | KH-7 BM Granollers      | 30 | 11 | 6  | 13 | 821 | 816 | +5   | 28  |                                                |
| 10  | CBM Gáldar              | 30 | 10 | 5  | 15 | 769 | 784 | −15  | 25  |                                                |
| 11  | Teucro Ence             | 30 | 7  | 7  | 16 | 765 | 875 | −110 | 21  |                                                |
| 12  | BM Cangas               | 30 | 6  | 8  | 16 | 710 | 841 | −131 | 20  |                                                |
| 13  | CD Bidasoa              | 28 | 5  | 9  | 14 | 721 | 771 | −50  | 19  |                                                |
| 14  | Barakaldo UPV           | 30 | 5  | 6  | 19 | 751 | 888 | −137 | 16  |                                                |
| 15  | BM Alcobendas           | 30 | 7  | 2  | 21 | 674 | 770 | −96  | 16  | Descendeixen a Divisió d'Honor Plata           |
| 16  | BM Torrevella           | 30 | 3  | 0  | 27 | 733 | 914 | −181 | 6   | Descendeixen a Divisió d'Honor Plata           |

| Campió de la Lliga Asobal 2002-03 |
| --------------------------------- |
| FC Barcelona Setzè títol          |

## Premis
| Equip ideal      | Equip ideal           | Equip ideal          | Equip ideal |
| Posició          | Jugador               | Club                 | refs.       |
| ---------------- | --------------------- | -------------------- | ----------- |
| Porter           | David Barrufet        | FC Barcelona         | [ 3 ]       |
| Extrem esquerra  | Juanín García         | Ademar León          | [ 3 ]       |
| Lateral esquerra | Enric Masip           | FC Barcelona         | [ 3 ]       |
| Central          | Jackson Richardson    | Portland San Antonio | [ 3 ]       |
| Lateral dret     | László Nagy           | FC Barcelona         | [ 3 ]       |
| Extrem dret      | Antonio Carlos Ortega | FC Barcelona         | [ 3 ]       |
| Pivot            | Dragan Škrbić         | FC Barcelona         | [ 3 ]       |
| Entrenador       |                       |                      |             |
| Valero Rivera    | Valero Rivera         | FC Barcelona         | [ 3 ]       |